# 13. stoletje pr. n. št.
Trinajsto stoletje pr. n. št obsega leta od 1300 pr. n. št do vključno 1201 pr. n. št.

## Kronologija
Kronologija 13. stoletja pr. n. št. zajema pregled najpomembnejših svetovnih dogodkov v tem stoletju.

## Glavni dogodki
- okoli leta 1270 pr. n. št. so Egipt in Hetiti sklenili premirje.[1]
- Asirski vladar Šalmaneser I., 1274 - 1245 pr. n. št. je odvzel Babilon Kasitom in premagal Hetite ter Hurrijce.
- Mojzes je okoli 1250 pr. n. št. odpeljal Jude iz Egipta.
- Trojanska vojna, okoli leta 1200 pr. n. št. je bila odsev dorskih napadalcev na mikensko kulturo.
- V Mehiki se je okoli 1200 pr. n. št. pojavila olomeška civilizacija
- Mikenci začnejo naseljevati otok Ciper. Naseljevanje je trajalo vse do 11. stoletja pr. n. št.

## Dogodki v Evropi
- Porast uporabe kovinskih izdelkov v vsakdanjem življenju je bila ena od glavnih značilnosti iztekajoče se bronaste dobe.

## Religija in filozofija
- Judje so okoli 1250 pr. n. št. pobegnili iz Egipta pod vodstvom Mojzesa, ki je uvedel čaščenje enega samega boga - Jahve.

## Umetnost in arhitektura
- Ramzes II., 1304 - 1237 pr. n. št. je dokončal stebriščno dvorano v Abydosu. Njegovo skalno grobišče v Abu Simbelu pa sodi med najveličastnejše dosežke egiptovskega Novega kraljestva.

## Glasba
- Vedski spev, ki je temeljil na lestvici trh tonov, je način petja starih hindujskih svetih knjig. Uveljavil se je okoli 1200 pr. n. št. in je najstarejše nepretrgano glasbeno izročilo sveta.

## Znanost in tehnologija
- Konjenica je pričela v vojnah spodrivati bojne vozove. V južni Turčiji so se razvila sedla in uzde.
- Hetitski železarji so se po razpadu hetitskega imperija okoli 1200 pr. n. št. razselili , kar je imelo dalnosežne posledice.